# Insulinom
Das Insulinom ist ein seltener, meist gutartiger neuroendokriner Tumor aus endokrinen Zellen (Langerhans-Inseln) des Pankreas, in dem vermehrt Insulin produziert wird und der sich durch wiederkehrende Unterzuckerungen bemerkbar macht. Meist handelt es sich um ein Adenom (Inselzelladenom). Ca. 50 % der Insulinome produzieren zusätzlich zum Insulin noch andere gastrointestinale Hormone.

## Vorkommen
Die ersten Tumoren des Inselorgans wurden im ersten Viertel des 20. Jahrhunderts beschrieben. Das Insulinom ist der häufigste hormonaktive Tumor der Bauchspeicheldrüse mit einer Überproduktion von Insulin bzw. Proinsulin.
Der in 90 % gutartige Tumor tritt bei Frauen etwa doppelt so häufig auf wie bei Männern. Die Inzidenz liegt bei 2–4:1.000.000 pro Jahr. Das Altersmaximum liegt bei etwa 50 Jahren. Es kann aber jedes Lebensalter betroffen sein.

## Veterinärmedizin
Insulinome sind die häufigsten Tumoren beim Frettchen. Dort treten sie in einer Häufigkeit von 10 bis 20 % auf.

## Pathologie

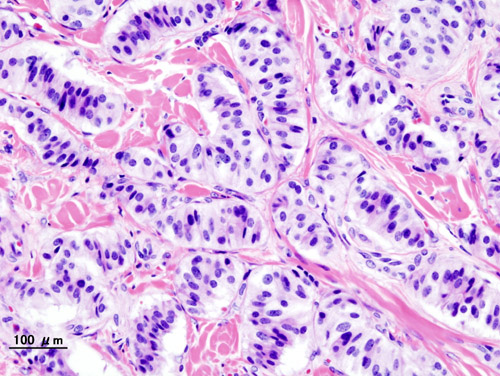
Feingeweblicher Schnitt

Histologisch handelt es sich um eine Insulin produzierende neuroendokrine Neoplasie der B-Zellen der Langerhans-Inseln der Bauchspeicheldrüse in Form des Inselzelladenoms. In circa 10 % der Fälle liegt ein Adenokarzinom vor, und es lassen sich dann meist Lebermetastasen nachweisen.

## Symptome
Es kommt wiederholt zur Unterzuckerung, die sich durch Heißhungerattacken, Bewusstseinsstörungen, Schwindelanfälle, Krampfanfälle, Schweißausbrüche und Gewichtszunahme (durch die Heißhungerattacken) bemerkbar macht. Unbehandelt können die rezidivierenden Hypoglykämien zu ZNS-Schäden führen.
Typisch ist die 1938 von Allen O. Whipple formulierte Whipple-Trias:
- Nachweis einer Hypoglykämie (Blutzucker < 45 mg/dl; < 2,5 mmol/l)
- Gleichzeitiges Bestehen von Unterzuckerungszeichen
- Rasche Beseitigung der Symptome nach Kohlenhydrataufnahme

## Diagnostik
- Blutzuckermessungen
  - wiederholt erniedrigte Blutzuckerwerte um 40 mg/dl (= 2,2 mmol/l)
  - insbesondere nach längerem Fasten oder körperlicher Anstrengung
- verlängerter oraler Glukosetoleranztest und anschließender 72h Hungerversuch mit regelmäßiger Blutzuckermessung
- erhöhte Insulinproduktion[5]
  - die Insulinkonzentration im Blut liegt relativ zur Blutzuckerhöhe durch eine ungebremste Insulinausschüttung zu hoch
  - durch die erhöhte Insulinproduktion ist auch das C-Peptid erhöht, welches sich im Serum nachweisen lässt
- Ultraschall der Bauchspeicheldrüse
- Kontrastmittel-Ultraschall der Bauchspeicheldrüse: als neuroendokriner Tumor ist das Insulinom zumeist stark perfundiert und reichert in der früharteriellen Phase vermehrt Kontrastverstärker an.
- Endosonographie: gegenwärtiger Goldstandard
- CT der Bauchspeicheldrüse
- Kernspintomographie der Bauchspeicheldrüse
- PET/CT bei Verwendung des Tracers F-18-DOPA.[6]
- Exendin-4 SPECT/CT: Bei diesem relativ neuen Verfahren wird der sogenannte „Glucagon-like peptide-1 receptor“ (GLP-1-Rezeptor) mit Hilfe von radioaktivem Indium (111In-DTPA-exendin-4) markiert.[7][8] In einer neueren Studie konnten mit diesem Verfahren 95 Prozent der Insulinome lokalisiert werden.[9][10][11]
- Intraarterieller Kalziumstimulationstest: Bei diesem Test wird Kalziumgluconat schrittweise im Rahmen einer Angiographie in die pankreasversorgenden Gefäße (Arteria gastroduodenalis, Arteria mesenterica superior und Arteria splenica) injiziert und nach 30, 60 und 120 Sekunden eine Blutentnahme aus der rechten Vena hepatica durchgeführt und daraus die Insulinspiegel bestimmt. Ein Insulinom lässt sich durch einen Anstieg des Insulins im Lebervenenblut über das zweifache des Basisinsulinwertes beweisen. Gleichzeitig lässt sich mit diesem Test das Versorgungsgebiet des Insulinoms eingrenzen. Dies unterstützt bei einer Pankreasresektion neben einer intraoperativen Sonographie den  Palpationsbefund des Chirurgen.[12]

## Differentialdiagnose
- Die Hypoglycaemia factitia, das gewollte Herbeiführen einer Unterzuckerung, stellt eine wichtige Differentialdiagnose bei allen Hypoglykämien dar, die bei Diabetikern und Nicht-Diabetikern auftreten.
- Hypoglykämien können im Rahmen einer Therapie des Diabetes mellitus durch blutzuckersenkende Medikamente auftreten.

## Therapie
Behandlung der Wahl ist eine operative Entfernung des Tumors, vorher kann mit Diazoxid oder Lanreotid/Octreotid eine medikamentöse Hemmung der Insulinsekretion versucht werden. Auch eine zytostatische Behandlung mit Streptozotocin kommt in Frage.